# Goldenes Dachl

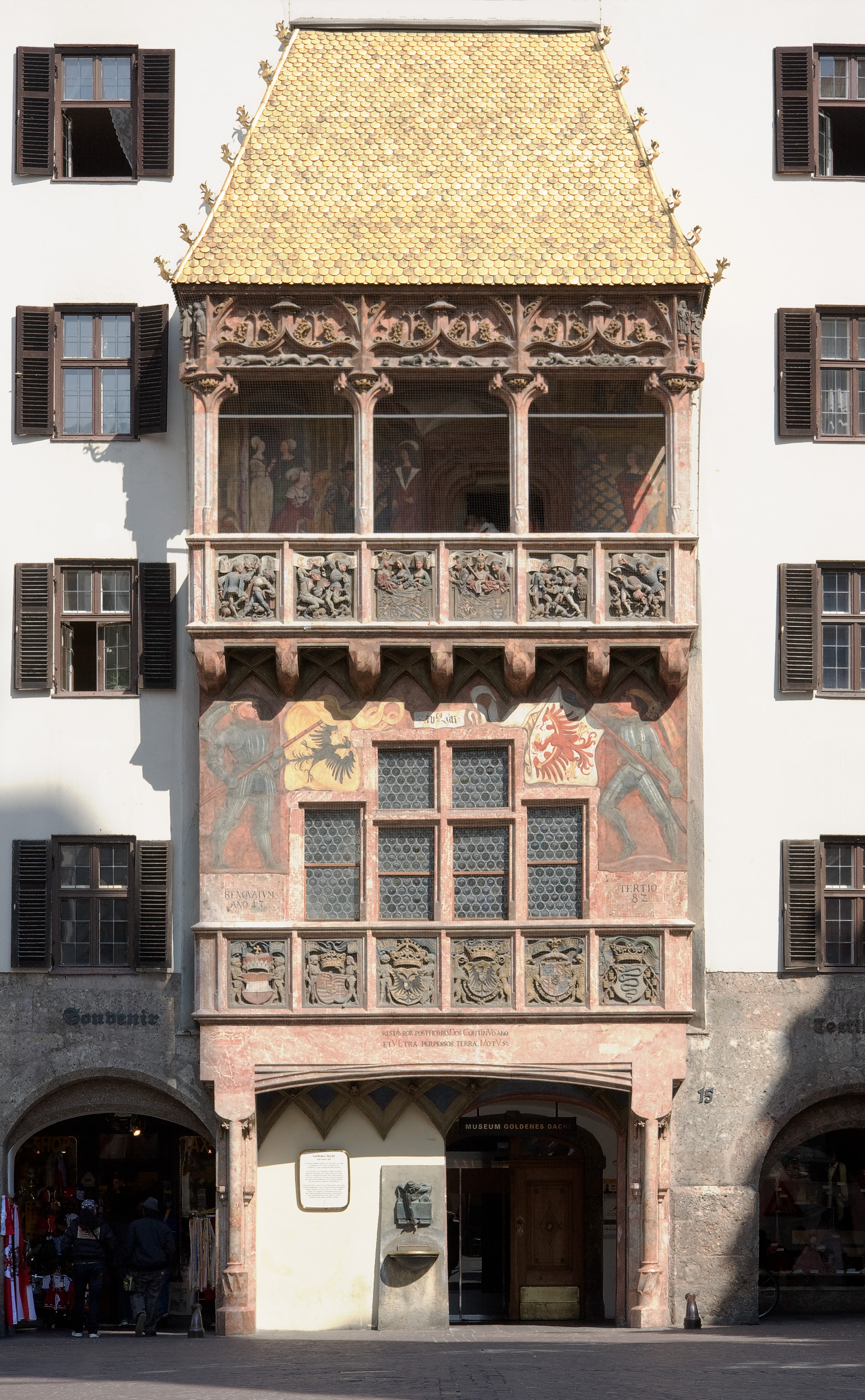
Goldenes Dachl

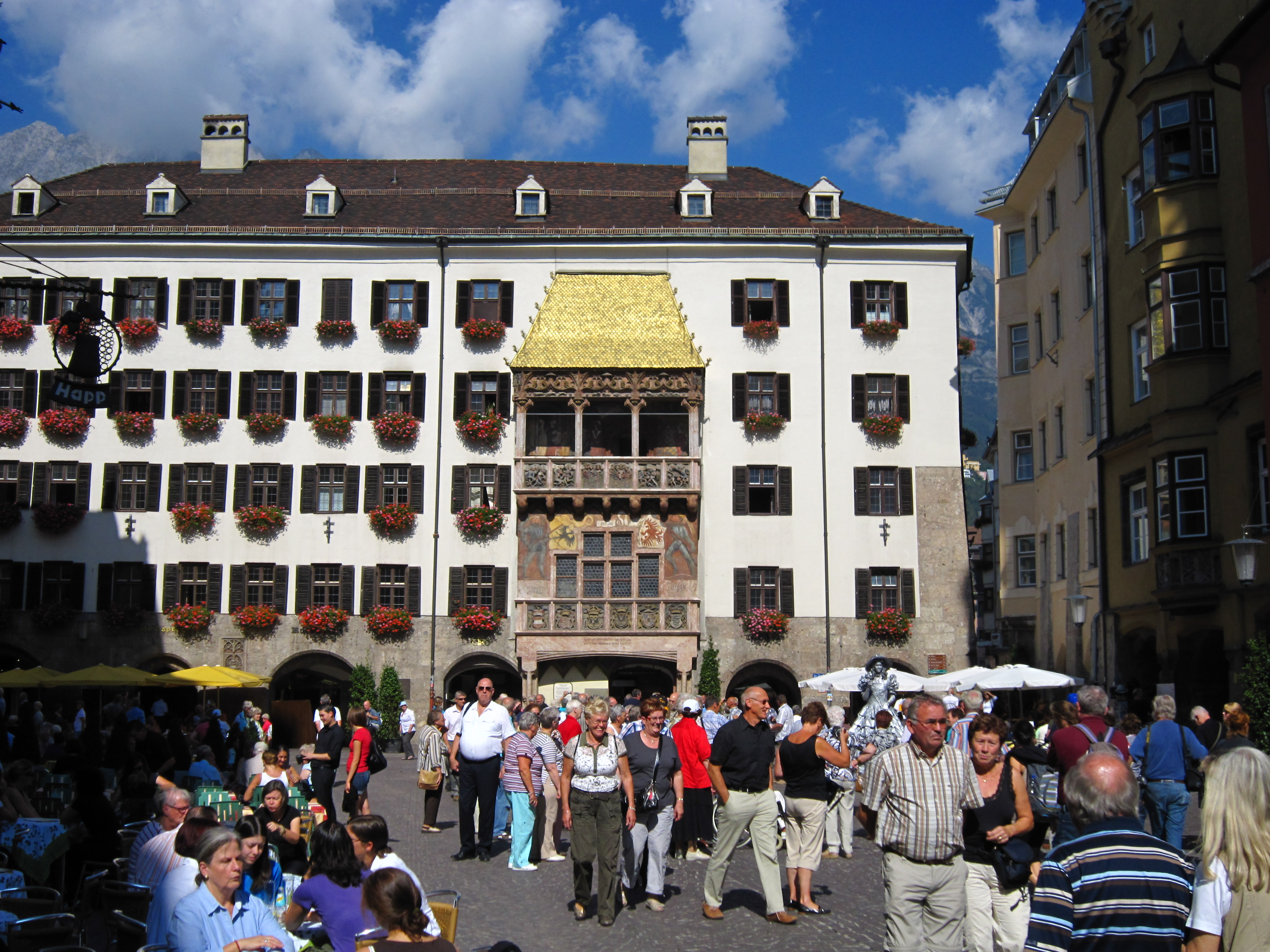
Blick vom Süden aus der Herzog-Friedrich-Straße auf den Erker

Das Goldene Dachl ist ein spätgotischer Prunkerker am Neuen Hof in der Herzog-Friedrich-Straße der Innsbrucker Altstadt und gilt als Wahrzeichen der Stadt. Das Dach des Erkers wurde mit 2657 feuervergoldeten Kupferschindeln gedeckt.

## Geschichte
Erbaut wurde das Gebäude 1420 als Residenz („Neuhof“) der Tiroler Landesfürsten. Aus Anlass der Zeitenwende (1500) fügte Niklas Türing der Ältere im Auftrag des deutschen Königs und späteren Kaisers Maximilian I. 1497/98–1500 den Prunkerker hinzu.
Jakob Hutter, Prediger der Täufer, wurde vor dem Goldenen Dachl am 25. Februar 1536 öffentlich lebendig verbrannt (während der Regierungszeit von Erzherzog Ferdinand, einem Enkel von Maximilian I.).
1996 wurde im Gebäude das Museum Maximilianeum eingerichtet, das nach umfangreichen Erweiterungs- und Sanierungsumbauten 2007 als Museum Goldenes Dachl neu eröffnet wurde.
Seit 2003 befindet sich im selben Gebäude auch das Ständige Sekretariat der Alpenkonvention.

## Sonstiges
Am 1. Februar 1960 brachte die Österreichische Post zu diesem Motiv eine Dauermarke der Briefmarkenserie Österreichische Baudenkmäler im Wert von 6,40 Schilling heraus.
Das Goldene Dachl ist Namensgeber der Internationalen Golden Roof Challenge, einer jährlichen Leichtathletikveranstaltung, die seit 2005 auf der frontal zum Erker führenden Straße ausgetragen wird, und mittelbar damit auch der Veranstaltungsserie Golden Fly Series, dessen Logo das Goldene Dachl grafisch enthält.
Das Museum Goldenes Dachl in Innsbruck blieb von Anfang August 2018 bis Mitte Jänner 2019 geschlossen. Der Grund war ein Umbau des Museums, das barrierefrei gemacht wurde. Unter anderem wurde die Wendeltreppe entfernt und durch eine Hebeanlage ersetzt.

### Inschrift

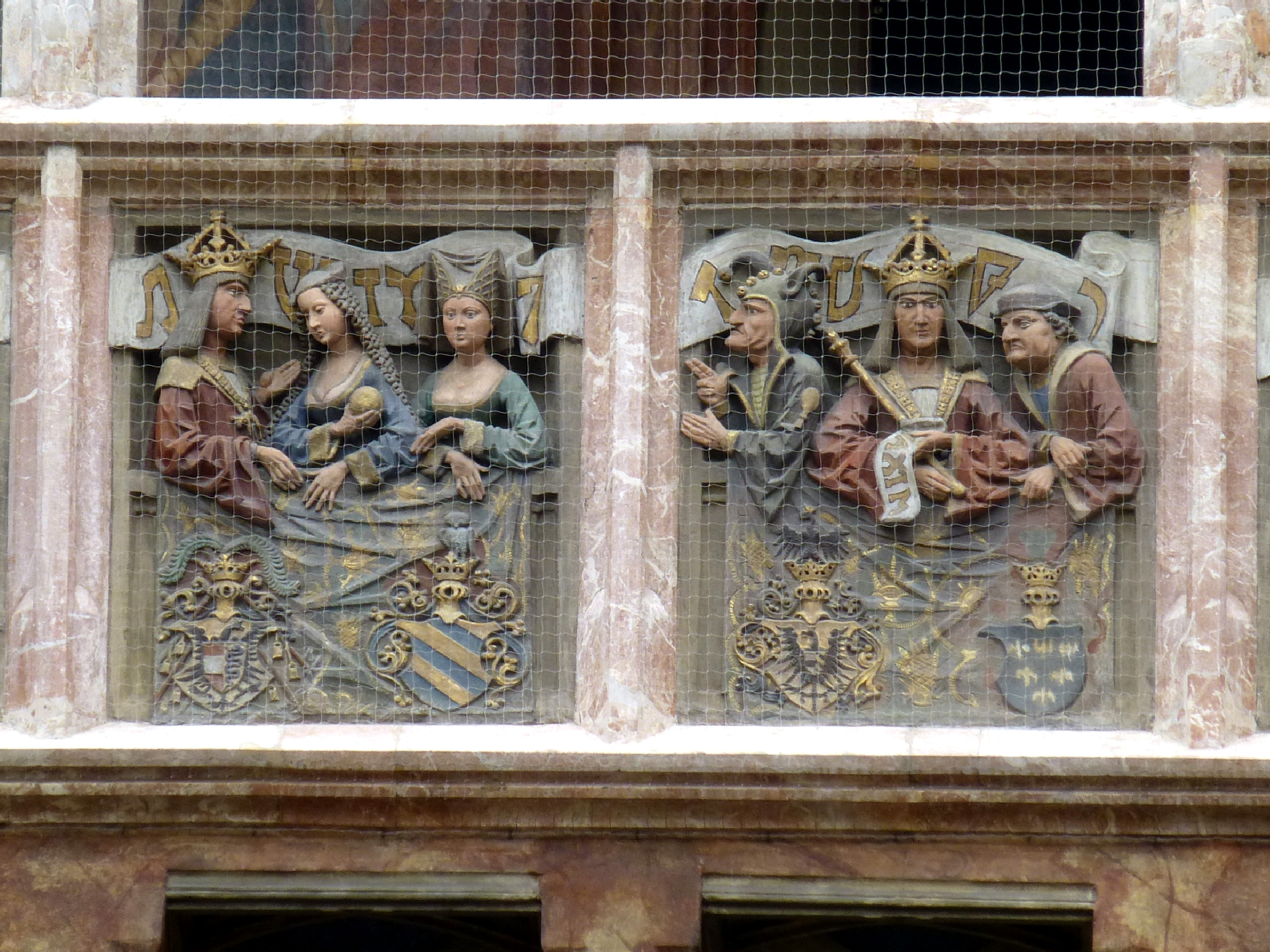
Reliefs am Erker: Maximilian mit Maria von Burgund und Bianca Maria Sforza (links) und umgeben von Hofnarren (rechts)

Reliefs am Erker zeigen Maximilian I. mit seinen beiden Gemahlinnen, Kanzler, Hofnarr, Moriskentänzer und Wappen (Originalreliefs im Tiroler Landesmuseum). Im Hintergrund der Reliefs verläuft ein Spruchband mit Zeichen, die erst 2006 teilweise entschlüsselt wurden (4. „Wort“ = Chryst…, 10. „Wort“ = nihil). Es handelt sich des Weiteren u. a. um lateinische, griechische und hebräische Buchstaben, u. U. auch um ägyptisierende Hieroglyphen.
Im September 2020 gab der Lermooser Erhard Maroschek bekannt, die Inschrift vollständig entschlüsselt zu haben. Ego sum lux mundi (lat. für „Ich bin das Licht der Welt“) soll laut dem Hobby-Historiker auf dem Schriftband stehen. Es ist der Anfang eines Bibelspruches aus dem Johannes-Evangelium.

### Zeitweise abgängige Schindeln
Im Rahmen eines einmonatigen Kulturprojekts Transfair wurde im Oktober 2007 eine der vergoldeten Schindeln mit einer der hölzernen an einem Heustadel in Vals im Wipptal (Bezirk Innsbruck-Land) wechselweise ausgetauscht. Die vergoldete Schindel im Wert von 1500 Euro wurde gestohlen, tauchte aber im Juni 2009 wieder auf.
Am 12. April 2012 wurden acht der vergoldeten Schindeln entwendet, als für Restaurierungsarbeiten ein Baugerüst errichtet war. Die Diebe hatten dafür auch eine drei Meter hohe Schutzwand aus glatten Schaltafeln überwunden. Täter und Motiv blieben unbekannt. Innerhalb weniger Tage tauchten alle wieder auf: Fünf wurden in Schwaz und Innsbruck an öffentlichen Plätzen so abgelegt, dass man sie finden sollte. Zwei weitere wurden am 16. April in einem Postkasten in Hall in Tirol deponiert, die letzte wurde per Post an das Bundesdenkmalamt geschickt.